# ملتقى مجمع الملك فهد لأشهر خطاطي المصحف الشريف في العالم
ملتقى مجمع الملك فهد لأشهر خطاطي المصحف الشريف في العالم
ملتقى للخطاطين أقيم في المدينة المنورة بالمملكة العربية السعودية خلال الفترة من 26 مايو 2011وحتى 2 مايو 2011
وأقامه مجمع الملك فهد لطباعة المصحف الشريف، وجمع أكثر من 200 خطاط من مختلف بقاع العالم
احتوى الملتقى على معرض للوحات الخطية ومحاضرات وندوات وعروض تجارب لبعض الخطاطين وورش عمل.
افتتح الملتقى وزير الشؤون الإسلامية والأوقاف والدعوة والإرشاد نيابة عن الملك عبد الله بن عبد العزيز
لقي الملتقى اهتماماً بالغاً، وزاره عبد العزيز بن ماجد بن عبد العزيز آل سعود أمير منطقة المدينة المنورة آنذاك و الأمير سلطان بن سلمان بن عبد العزيز حين كان رئيسا لهيئة السياحة والآثار التي تغير مسماها لاحقا إلى الهيئة العامة للسياحة والتراث الوطني.

## فعاليات الملتقى
- مصاحف كتبها خطاطون مشاركون في الملتقى.
- مصاحف قديمة في عصور مختلفة لدى بعض المؤسسات والجامعات.
- لوحات خطية يشارك بها أكثر من مائتي خطاط من أنحاء العالم؛ ممن تقدموا للمشاركة في هذا الملتقى العالمي.
- لوحات زخارف ومذهبات منوعة.
- أدوات خط قديمة وحديثة.
- كتب اهتمت بالخط والكتابة ورسم المصحف.
- مجلات متخصصة في الخط والخطاطين.
- ورش فنية يمارس فيها بعض الخطاطين الكتابة ورسم الحروف بأنواع الخطوط المختلفة أمام الجمهور.
- عرض تجارب في خطوط الحاسب الآلي.
- عرض تجارب نسائية (ورش فنية) للنساء في القاعة المخصصة لهنَّ.
- عرض لوحات الموهوبين في قاعة مستقلة والاستفادة من الأساتذة في تنمية المواهب.
- عرض مقتنيات بعض المؤسسات من مصاحف وزخارف ولوحات ونقوش في قاعة مستقلة.